# Курёхин, Иван Тимофеевич
Иван Тимофеевич Курёхин (13 февраля 1897, д. Сварозеро, Новгородская губерния, Российская Империя — 9 апреля 1951, Москва, СССР) — советский военный финансист, генерал-майор интендантской службы (13.12.1942).

## Биография
Родился 13 февраля 1897 года в деревне Сварозеро, ныне в Каргопольском районе, Архангельской области. Русский.

### Военная служба

#### Первая мировая война
С 1916 года на службе в Российском императорском флоте, служит на Балтийском флоте: матросом 2-го и 1-го флотских экипажей, на тральщике «Русь», в береговой роте минной обороны в Гельсингфорсе, минном загорадителе «Мста».

#### Революция и Гражданская война
После Октябрьской революции продолжил службу в Красном Балтийском флоте. В феврале -апреле 1918 года матросом-сигнальщиком ЗМ «Мста» участвовал в Ледовом походе Балтийского флота. С апреля 1918 года — сигнальщик линейного корабля «Андрей Первозванный» в составе экипажа участвовал 13—15 июля 1919 года в подавлении восстания на форте «Красная Горка». С октября 1919 года — стрелок и казначей 4-го экспедиционного отряда моряков, воевал на Западном фронте против войск генерала Н. Н. Юденича. С февраля 1920 года, вновь служит на ЛК «Андрей Первозванный» в должности баталёра. С октября 1920 года находился под следствием, но был оправдан. С апреля 1921 года — делопроизводитель Морского штаба Республики.

#### Межвоенные годы
После окончания войны в прежней должности. С октября 1922 года — курсант Военно-морского училища имени М. В. Фрунзе. С октября 1926 года, после окончания училища, служит командиром взвода балтийского флотского экипажа КБФ. С января 1927 года — помощник вахтенного начальника линейного корабля «Октябрьская революция» КБФ. С июля 1927 года — ревизор крейсера «Профинтерн» КБФ. С октября 1927 года — слушатель хозяйственного класса Специальных курсов комсостава ВМС РККА. С октября 1928 года, после окончания курсов, вновь служит на КР «Профинтерн», переведённого на Черноморский флот, в должности помощника командира по административно-хозяйственной части корабля. Член ВКП(б) с 1928 года. С января 1930 года — помощник командира по административно-хозяйственной части линкора «Парижская коммуна» Черноморского флота. С августа 1930 года — помощник начальника отделения по морской смете Финансового управления РККА. С января 1934 года — начальник финансового отдела Тихоокеанского флота. С сентября 1937 года — начальник финансового отдела Управления Морских Сил РККА, с января 1938 года — Наркомата Военно-Морского флота.

#### Великая Отечественная война
С началом войны бригинтендант Курёхин служит в прежней должности. С сентября 1941 года и на протяжении всей войны — начальник Финансового Управления ВМФ СССР. В этой должности Курёхин формирует новые финансовые органы на флотах и базах, для этого направляет работников финансовых органов Наркомата ВМФ были на действующие флоты. В работе по обеспечению семей военнослужащих финансовым отделом Наркомата ВМФ широко использовался опыт Финансового управления при HКO. В феврале 1942 года в Управлении было сформировано специальное отделение по обеспечению семей военнослужащих денежными аттестатами и восстановлению связи между военнослужащими и членами их семей. На протяжении войны порядок финансирования и методы финансовой работы в Военно-Морском Флоте были в основном такими же, как и в Красной Армии. В ходе войны, финансовая служба ВМФ под управлением генерал-майора Курёхина претерпела значительные изменения, обогатилась опытом, оказалась в состоянии оперативно и гибко реагировать на меняющиеся условия боевой обстановки и успешно выполнять поставленные перед ней задачи.
28 июня 1945 года, за образцовое выполнение заданий командования, генерал-майор Курёхин был награждён орденом Нахимова I степени.
Участник советско-японской войны.

#### Послевоенное время
После окончания войны оставался в прежней должности. С июня 1947 года генерал-майор Курёхин уволен в запас.
Скончался 9 апреля 1951 года. Похоронен на Ваганьковском кладбище в Москве.

## Награды
- орден Ленина (21.02.1945)[5][6];
- орден Красного Знамени (03.11.1944[7][6]);
- орден Нахимова I степени (28.06.1945)[8];
- орден Отечественной войны I степени (22.07.1944)[9];
- орден Красной Звезды (14.06.1942)[10]
  - медали в том числе:
  - «За оборону Москвы» (1945)[10];
  - «За победу над Германией в Великой Отечественной войне 1941—1945 гг.» (1945)[11]
  - «За победу над Японией» (28.02.1946)[12];